# 1601-03年俄羅斯大饑荒

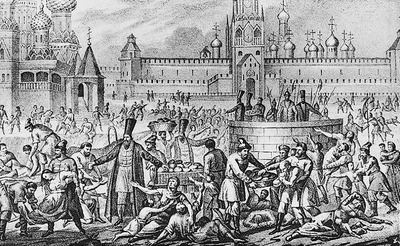
描繪俄羅斯大饑荒的畫作，成於19世紀初

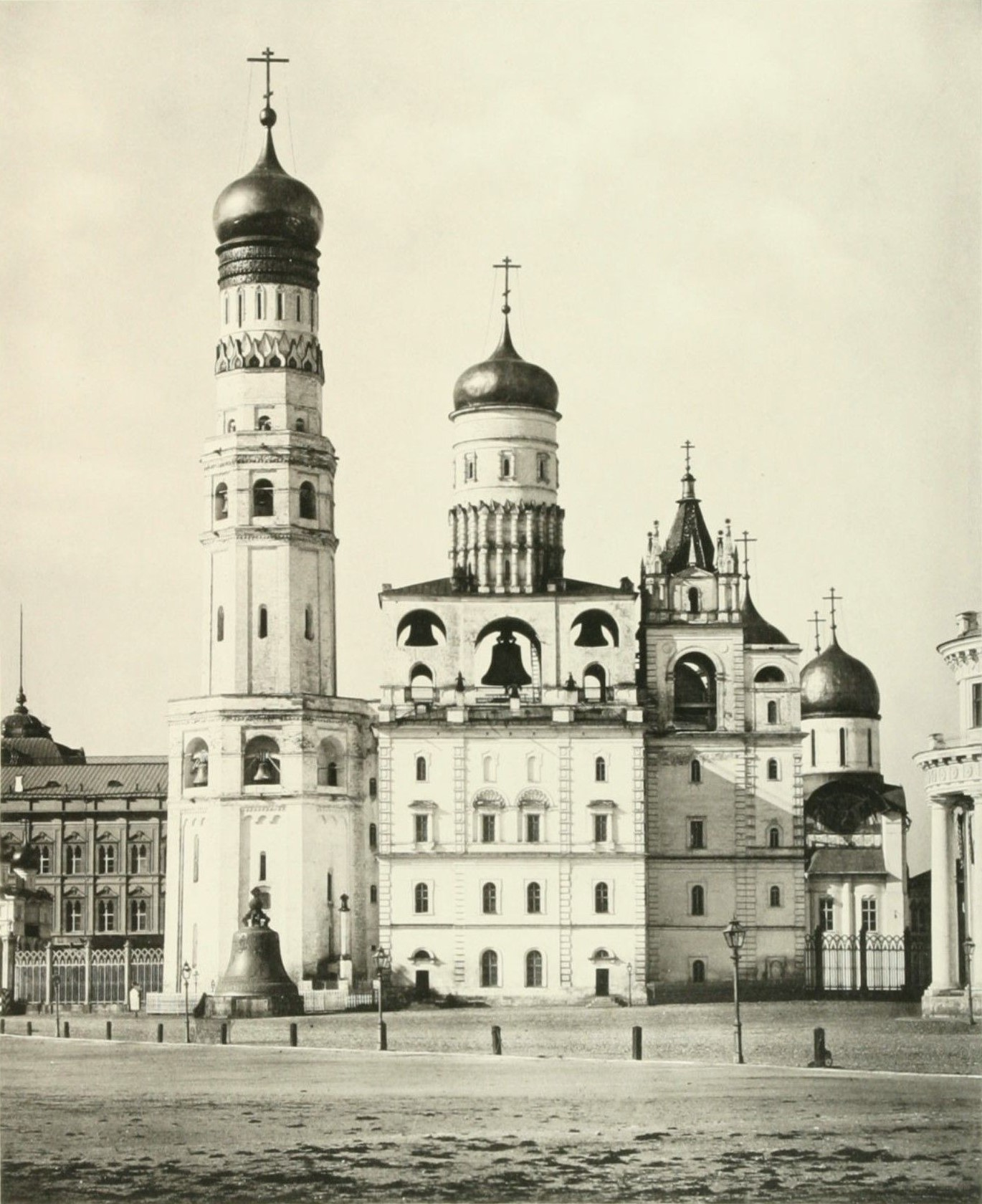
據編年史記載，高篤諾夫興辦如伊凡大帝钟楼的大型建設，提供貧困人口工作。該鐘樓是當時莫斯科最高的建物

俄羅斯大饑荒，發生於1601年－1603年之間，受祕魯瓦伊納普蒂納火山爆發引起的火山冬天影響，導致約兩百萬人死亡，相當於當時俄羅斯沙皇國30%的人口，依受影響的人口比例來看，是俄羅斯歷史上最嚴重的一場饑荒。大量人口死亡增添社會不穩定，在俄罗斯混乱时期政局動盪之下，更是雪上加霜，也間接導致高篤諾夫政權垮台。

## 氣候變遷
2008年由地質學家Verosub與Lippman所發表的研究指出，1600年祕魯瓦伊納普蒂納火山爆發之後，全球各地發生饑荒。該火山1600到3200萬公噸的懸浮微粒到大氣中，尤其含有二氧化硫能進一步氧化形成硫酸，增加大氣對太陽光反照率，導致火山嚴寒，作物歉收，牲口折損，大規模饑荒。
瑞士、拉脫維亞、愛沙尼亞均記載1600-1602年冬季特別寒冷。法國釀酒葡萄延後收穫，德國與秘魯的葡萄甚至都無法收成。中國明万历年間也發生氣候變化，桃樹花期延後。日本諏訪湖湖面冰凍提早，破五百年來紀錄。

## 糧食短缺
1601年俄羅斯糧食歉收，每8英斗（四分之一噸）裸麥價格翻倍，達到60-70戈比，即0.6-0.7盧布，隔年許多農家無足夠種子播種，隔年秋收時，裸麥每8英斗價格漲到3盧布。即使1603年氣候恢復穩定，但農產狀況仍未恢復，饑荒加劇。
高篤諾夫政府試圖以半價出售糧倉存糧來救濟人民，後來又向主要城市的窮人分發糧食和金錢，直到國庫枯竭，大勢仍難以挽回。在這兩年半的時間裡，光莫斯科就有12.7萬具屍體被埋在萬人塚中，俄羅斯沙皇國人口減少三分之一。

## 來源
1. ↑  .   [2022-06-27]. （原始内容存档于2022-06-27）.
2. ↑  . University of California - Davis. 2008-04-25  [2022-06-27]. （原始内容存档于2017-07-07）.
3. ↑  Kenneth L. Verosub,Jake Lippman. . 2011-06-03  [2022-06-27]. （原始内容存档于2022-06-27）.
4. ↑  Andrea Thompson, "Volcano in 1600 caused global disruption", MSNBC.com, 5 May 2008, accessed 13 November 2010.
5. ↑  "The 1600 eruption of Huaynaputina in Peru caused global disruption" 的存檔，存档日期28 April 2010., Science Centric.
6. ↑  . Geology Times. （原始内容存档于2016-03-03）.
7. ↑  Turchin, Peter. . Princeton University Press. 2009: 256-257. ISBN 9780691136967.